# Tuppkam

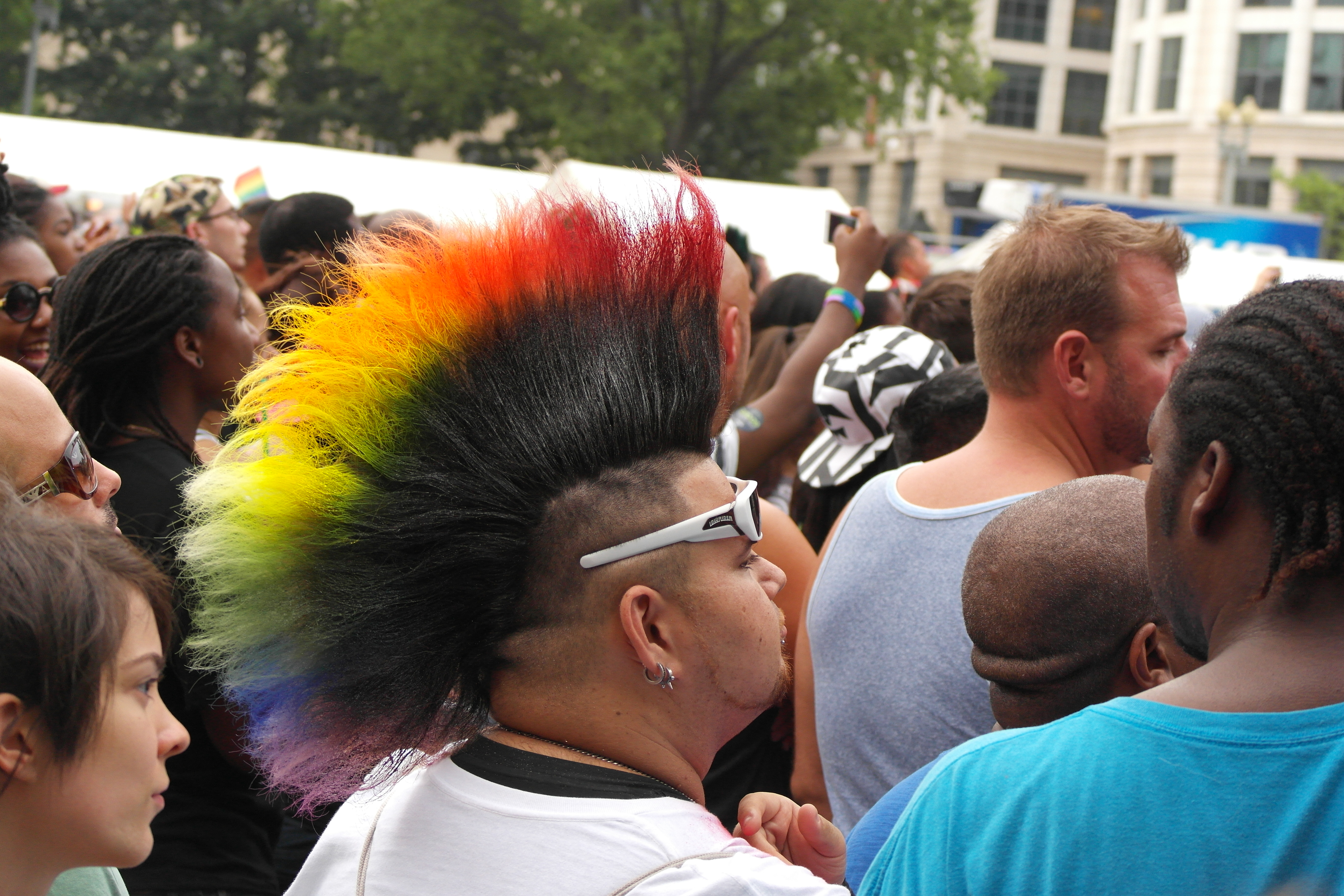
Man med tuppkam

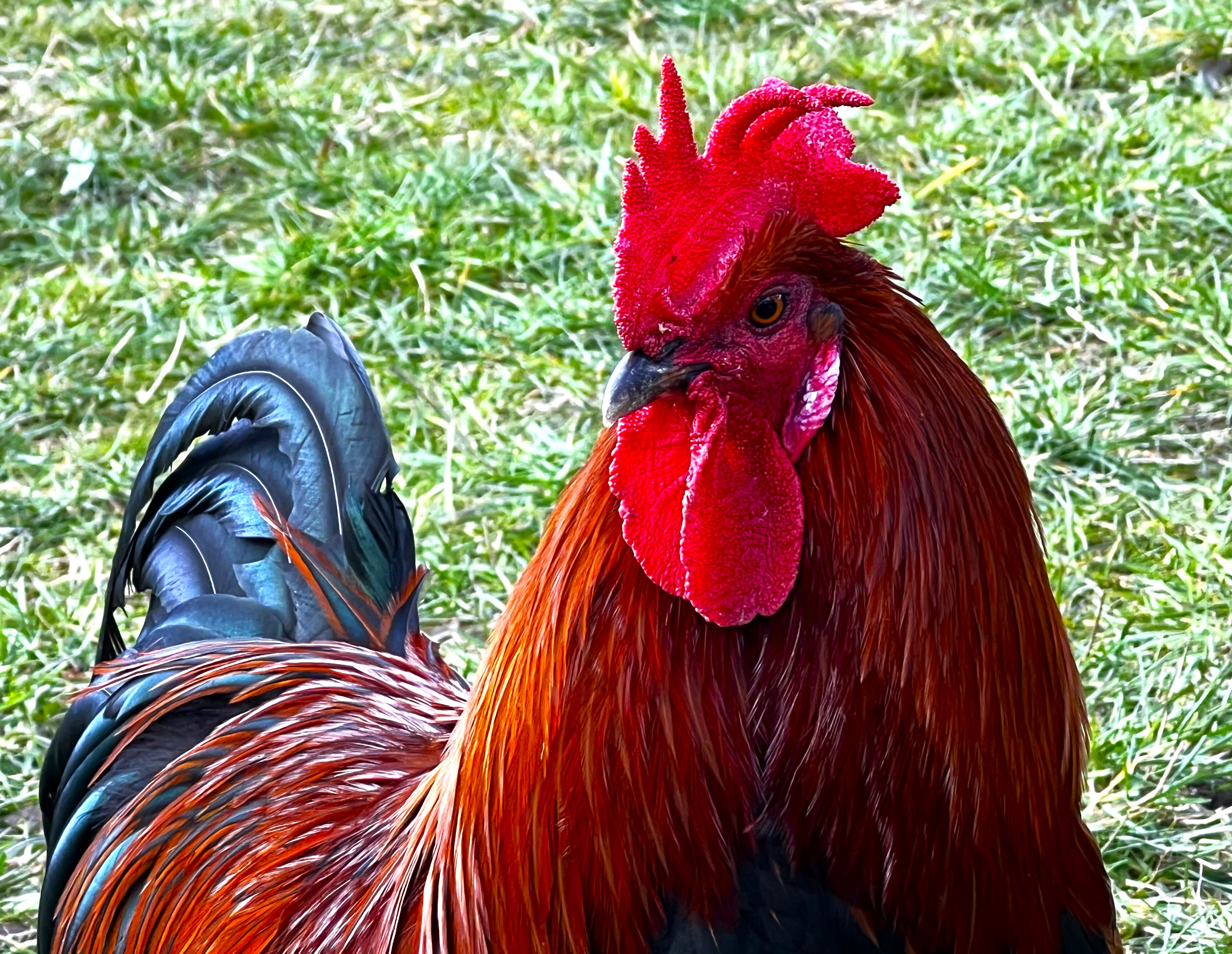
Inspirationen till frisyren

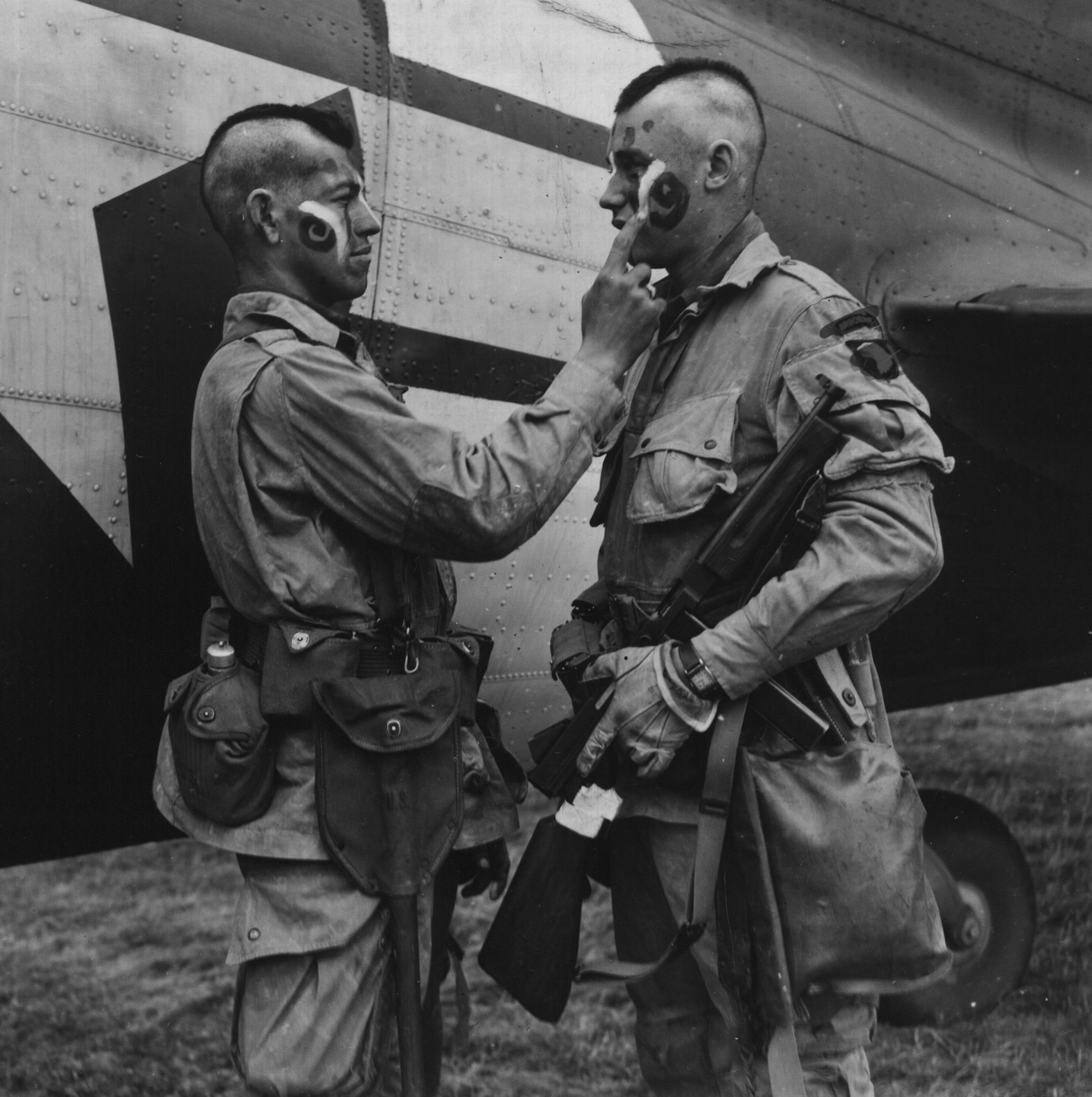
Amerikanska fallskärmsjägare från 1944

Tuppkam, även mohikan (engelska: mohawk), är en frisyr där håret rakats bort på sidorna av skallen medan håret på mitten av huvudet ställs rakt upp likt kammen på en tupp. Frisyren förekommer i en rad olika utseenden och förknippas ofta med punkare och andra urbana subkulturer. 
Världsrekordet för världens högsta tuppkam är 61 cm och innehas av svensken Alexander Tonning.[källa behövs] Vid 11 års ålder började han odla håret och lät det växa i fyra år innan rekordhöjden uppmättes den 26 augusti 2008. Det krävdes fyra burkar hårspray för att få rekordkammen att stå. Rekordnoteringen har skickats till Guinness Rekordbok för godkännande enligt gällande regler. Det gamla rekordet löd på 53 cm.

## Varianter
En deathhawk är en frisyr inspirerad av den traditionella tuppkammen, men brukar till skillnad från tuppkammen vara bredare. Topparna går oftast inte ihop i mitten utan står litet hur som helst. Hela kammen brukar vara tuperad, ibland syns polisonger också. Frisyren bärs ofta inom psychobilly och goth. En trihawk har tre kammar, en i mitten och en på vardera sida och rakat emellan. En crosshawk är en tuppkam som går på 'fel håll', från öra till öra. En dreadhawk är en tuppkam gjord med hjälp av dreadlocks.